# Гадкий я
«Гадкий я» (англ. Despicable Me) — американский полнометражный компьютерный мультфильм студии Illumination Entertainment. Мультфильм является режиссёрским дебютом Криса Рено и Пьера Коффена; продюсерами выступили Крис Меледандри, основатель Illumination, Джанет Хили и Джон Коэн. Персонажей озвучили Стив Карелл (Грю), Джейсон Сигел (Вектор), Рассел Брэнд (доктор Нефарио), Кристен Уиг (мисс Хэтти), Миранда Косгроув (Марго) и другие. Главным героем выступает суперзлодей Грю, мечтающий украсть Луну и усыновляющий трёх девочек для этой цели.
Фильм впервые был показан 20 июня 2010 года в рамках программы «Гала-премьеры» XXXII Московского международного кинофестиваля; полномасштабный релиз в США состоялся 9 июля. Мультфильм получил положительные отзывы от критиков и собрал более 500 миллионов долларов в прокате, став 9-м самым кассовым фильмом 2010 года. Мультфильм породил одноимённую успешную франшизу, включающую в себя три сиквела и два приквела.

## Сюжет
В Египте группа туристов случайно замечает, что знаменитая пирамида Хеопса была похищена и заменена надувным муляжом. Далее сюжет переносится к мужчине по имени Грю. Он — настоящий суперзлодей, имеющий собственный дом, реактивный транспорт и армию миньонов. Однажды к нему стучатся три девочки-сиротки, разносящие печенье, которых Грю прогоняет. Их зовут Марго, Эдит и Агнес, и они живут в приюте под надзором довольно строгой мисс Хэтти, с виду кажущейся милой. Когда Грю узнаёт про похищение пирамиды, в нём просыпается зависть. Он решает похитить Луну с помощью специального прибора — уменьшителя и для финансовой поддержки обращается в Банк Зла, которым владеет мистер Перкинс. В приёмной Грю встречает молодого злодея по имени Вектор, похитителя пирамиды. Тот всячески привлекает внимание Грю, но Грю его игнорирует. Мистера Перкинса впечатляет план по поводу Луны, однако он отказывается давать деньги, пока не увидит уменьшитель.
Грю удаётся выкрасть уменьшитель у северокорейских военных, но неожиданно появляется Вектор и отбирает его, заодно уменьшив летательный аппарат Грю. Грю пытается зайти в крепость Вектора, защищённую по последнему слову техники, и все попытки оказываются безуспешными. Чуть позже сюда приходят девочки с печеньем, и Вектор, обожающий это лакомство, впускает их. У Грю появляется идея создать роботов в виде печенья, чтобы те проникли вместе с настоящим печеньем в дом Вектора и вернули уменьшитель. Он приходит в приют и удочеряет сироток. Поскольку он холодно относится к девочкам, между ними возникает неприязнь. Установив для сироток правила, Грю укладывает их спать в кроватях, сделанных из старых бомб.
На следующее утро Грю планирует отвести девочек к Вектору, но девочки сначала хотят отправиться в школу танцев. Во время репетиции Агнес даёт ему билет на выступление. Хотя Грю обещает, что будет там, он на самом деле приходить не собирается. С помощью девочек, не знающих замысла своего опекуна, Грю удаётся ловко украсть уменьшитель прямо из-под носа Вектора. Пока миньоны и доктор Нефарио (помощник Грю) работают с уменьшителем, Грю проводит всё больше и больше времени с девочками, постепенно привязываясь к ним. Несмотря на добытый Грю уменьшитель, Перкинс всё равно отказывается предоставить ему кредит, считая, что такую работу, по его словам, должен выполнить кто-нибудь помоложе (так Перкинс намекает на Вектора, который в действительности является его сыном). Расстроенный Грю объявляет миньонам, что кража Луны отменяется. Эдит, Агнес и Марго, услышав эту речь, отдают ему свои небольшие сбережения. Миньоны берут с них пример, и на собранную сумму Грю решает построить летательный аппарат из подручных материалов. План возобновляется, а Перкинс предупреждает Вектора о наличии у Грю уменьшителя.
Нефарио не одобряет того, что Грю скорее занят родительскими обязанностями, чем постройкой ракеты, поэтому звонит в приют, чтобы сироток забрали обратно. Грю очень расстроен, но откладывать похищение Луны теперь нельзя. Ему удаётся долететь до Луны и уменьшить её, и он, заметив свой билет на выступление, возвращается, когда концерт уже закончился. Тут он замечает послание Вектора, который похитил девочек и хочет получить за их освобождение уменьшенную Луну. Грю отдаёт Луну Вектору, но соперник не собирается выпускать детей. Разгневанный Грю проходит ловушки дома Вектора, который улетает на спасательной капсуле. Грю падает с неё вниз прямиком в только что увеличенный корабль с Нефарио и миньонами. Нефарио сообщает, что чем больше объект, подвергнутый действию уменьшителя, тем быстрее он принимает свои исходные размеры. Следовательно, с минуты на минуту должна увеличиться и Луна. Девочки выбираются из плена, и Грю ловит их. Луна приобретает исходный размер и отправляется на своё место, а Вектор оказывается на её поверхности. Грю становится для девочек настоящим любящим отцом и в честь этого устраивает вечеринку, на которую приглашает свою эксцентричную и, тем не менее, добродушную маму.

## Персонажи
- Грю Фелониус Мексон — главный герой/антигерой фильма. Суперзлодей, но на самом деле у него есть и добрая сторона. Длинноносый и на вид нескладный человек, примерно 40 лет. Хитёр, смел, строг и суров.
- Доктор Нефарио — старый учёный-изобретатель, доверенное лицо и лучший друг Грю.
- Вектор (настоящее имя — Виктор Перкинс) — главный антагонист фильма. Соперник Грю по злодейству и сын мистера Перкинса. Глупый, но совершенно бесстрашный мажор. Любит создавать оружие с морскими животными.
- Марлена — мать Грю, похожая на него носом и лицом. Занимается кунг-фу.
- Мистер Перкинс — огромный и сильный толстяк. Директор Банка Зла и отец Вектора.
- Мисс Хэтти — крупная дама, с виду добрая, но на самом деле очень раздражительная, вспыльчивая и жестокая с вверенными ей детьми. Директор сиротского приюта.
- Марго — самая старшая и умная из девочек, очень инициативная реалистка. Носит очки.
- Эдит — средняя по возрасту девочка, блондинка, всегда ходит в розовой вязаной шапке. Обожает экстремальные развлечения и страшилки.
- Агнес — самая младшая девочка, очень добрая, озорная и простодушная. Любит игрушечных единорогов, особенно больших и пушистых.
- Миньоны (англ. minion — подчинённый; слуга, прислужник; приспешник) — жёлтые существа, похожие на пластмассовые цилиндрические коробочки. Имеют один или два глаза, носят круглые очки. Разговаривают на своём «языке», хотя иногда выговаривают и вполне разборчивые фразы. Часть фраз на английском языке, некоторые повторяющиеся обороты на итальянском языке. Грю знает всех миньонов в лицо и по именам (хотя их может быть несколько тысяч), заботится о них и называет «работягами» (что не мешает использовать миньонов в своих экспериментах). Миньоны отвечают на это нескрываемым обожанием и преданностью. В отдельном фильме «Миньоны» говорится что они сами эволюционировали, хотя не исключено, что Грю экспериментировал с ними и даже увеличил их изначальную численность путём генной инженерии.
- Фред Макдейд — сосед Грю.

## Роли озвучивали
| Персонаж       | Оригинальная озвучка |
| -------------- | -------------------- |
| Грю            | Стив Карелл          |
| Вектор         | Джейсон Сигел        |
| Доктор Нефарио | Расселл Бренд        |
| Мама Грю       | Джули Эндрюс         |
| Мистер Перкинс | Уилл Арнетт          |
| Мисс Хэтти     | Кристен Уиг          |
| Марго          | Миранда Косгроув     |
| Эдит           | Дана Гайер           |
| Агнес          | Элси Фишер           |
| Фред Макдэйд   | Дэнни Макбрайд       |

## Прокат
Прокат в Казахстане, России и Малайзии стартовал 8 июля 2010 года, в Индонезии, Канаде и США — 9 июля 2010 года, на Украине — 15 июля 2010 года, в Австралии — 24 июля 2010 года, в Албании — 17 августа 2010 года, в Новой Зеландии и Республике Корея — 16 сентября 2010 года, в Германии — 30 сентября 2010 года, в Грузии — 7 октября 2010 года, в Македонии — 5 ноября 2010 года, в Греции — 25 ноября 2010 года.

## Награды и номинации
- 2010 — номинация на премию «Спутник» за лучший анимационный фильм
- 2010 — номинация на премию Teen Choice Awards за лучший летний фильм
- 2011 — номинация на премию «Золотой глобус» за лучший анимационный фильм

## Музыка
В фильме использованы в основном композиции Фаррелла Уильямса и Эйтора Перейры.
6 июля 2010 года вышел Despicable Me: Original Motion Picture Soundtrack, содержащий звучащие в фильме композиции Фаррелла Уильямса. Музыка, которую написал Эйтор Перейра, продюсировалась Хансом Циммером и издавалась в качестве промо-CD, а также полноценного альбома.
| №   | Название                                                             | Автор(ы)                         | Исполнитель          | Длительность |
| --- | -------------------------------------------------------------------- | -------------------------------- | -------------------- | ------------ |
| 1.  | «Despicable Me»                                                      | Фаррелл Уильямс                  | Pharrell             | 4:13         |
| 2.  | «Fun, Fun, Fun»                                                      | Фаррелл Уильямс                  | Pharrell             | 3:26         |
| 3.  | «I'm On a Roll»                                                      | Фаррелл Уильямс/Робин Тик        | Destinee & Paris     | 3:11         |
| 4.  | «Minion Mambo» (feat. Pharrell & Lupe Fiasco)                        | Фаррелл Уильямс/Lupe Fiasco      | The Minions          | 3:04         |
| 5.  | «Boogie Fever» (from the 1976 album Showcase)                        | Freddie Perren/Kenneth St. Lewis | The Sylvers          | 3:28         |
| 6.  | «My Life»                                                            | Фаррелл Уильямс/Робин Тик        | Робин Тик            | 3:54         |
| 7.  | «Prettiest Girls»                                                    | Фаррелл Уильямс                  | Pharrell             | 3:19         |
| 8.  | «Rocket's Theme»                                                     | Фаррелл Уильямс                  | Pharrell             | 4:03         |
| 9.  | «You Should Be Dancing» (из альбома Children of the World 1976 года) | Bee Gees                         | Bee Gees             | 4:18         |
| 10. | «The Unicorn Song»                                                   | Фаррелл Уильямс                  | Agnes (Elsie Fisher) | 2:08         |
| 11. | «Soñar (My Life)» (iTunes only Bonus track)                          | Фаррелл Уильямс/Robin Thicke     | David Bisbal         | 4:03         |

| №   | Название                            | Performer                                  | Длительность |
| --- | ----------------------------------- | ------------------------------------------ | ------------ |
| 1.  | «Casino Royale»                     | Herb Alpert & The Tijuana Brass            | 2:39         |
| 2.  | «Despicable Me (The Balloon)»       | Pharrell                                   | 2:16         |
| 3.  | «Sweet Home Alabama»                | Ed King, Gary Rossington, Ronnie Van Zant) | 4:45         |
| 4.  | «Rocket's Theme (Bed Scene)»        | Pharrell                                   | 0:35         |
| 5.  | «Garota De Ipanema»                 | Antonio Carlos Jobim & Vinicius De Moraes  | 3:31         |
| 6.  | «Despicable Me II (Checking Inn)»   | Pharrell                                   | 1:48         |
| 7.  | «Prettiest Girls (Introduction)»    | Pharrell                                   | 0:42         |
| 8.  | «Copacabana»                        | Barry Manilow                              | 5:46         |
| 9.  | «The Way It Is (Vector's Theme)»    | D.A. Wallach                               | 0:48         |
| 10. | «Prettiest Girls (Theme Park)»      | Pharrell                                   | 2:17         |
| 11. | «Лебединое озеро»                   | Пётр Чайковский                            | 6:52         |
| 12. | «Fun, Fun, Fun (Orchestra Version)» | Pharrell                                   | 2:52         |

| №   | Название                   | Длительность |
| --- | -------------------------- | ------------ |
| 1.  | «Happy Gru»                | 0:52         |
| 2.  | «Door Bell Rings»          | 0:22         |
| 3.  | «Kyle Attacks»             | 0:30         |
| 4.  | «Nefario Calls Gru»        | 1:08         |
| 5.  | «Minion March»             | 1:29         |
| 6.  | «Miss Hattie's Face»       | 0:49         |
| 7.  | «Gru Calls Mom»            | 0:43         |
| 8.  | «Meeting Mr. Perkins»      | 1:10         |
| 9.  | «Explosion»                | 0:19         |
| 10. | «Meet The Girls (Reprise)» | 0:27         |
| 11. | «Adoption Process»         | 4:02         |
| 12. | «Gru's Lair»               | 1:01         |
| 13. | «Gru's Kitchen»            | 1:41         |
| 14. | «All Girls Amped Up»       | 0:18         |
| 15. | «Girls To Bed»             | 1:58         |
| 16. | «Girls To Dance Class»     | 0:34         |
| 17. | «Gru Is Angry»             | 1:04         |
| 18. | «Nefario Is Angry»         | 0:27         |
| 19. | «Teleconference»           | 3:37         |
| 20. | «Piggy Bank»               | 2:18         |
| 21. | «Hyper Girls»              | 0:37         |
| 22. | «Sleepy Kittens»           | 3:38         |
| 23. | «Nefario Confronts Gru»    | 1:43         |
| 24. | «Don't Let Her Take Us»    | 1:34         |
| 25. | «Kisses Goodnight»         | 2:41         |

| №  | Название                 | Длительность |
| -- | ------------------------ | ------------ |
| 1. | «Logo – Beautiful Egypt» | 1:42         |
| 2. | «Mal Mart»               | 1:36         |
| 3. | «Cookie Delivery»        | 3:30         |
| 4. | «Drunk Unicorn»          | 0:36         |
| 5. | «Blast Off»              | 1:32         |
| 6. | «Gru In Space»           | 0:47         |
| 7. | «Rushing Back»           | 1:34         |
| 8. | «Gru VS. Vector»         | 6:02         |

## Продолжение
4 марта 2012 года вместе с мультфильмом «Лоракс» в кинотеатрах был показан первый официальный тизер сиквела — «Гадкий я 2». Подробности сюжета и персонажей не раскрывались.

## Короткометражные мультфильмы
Специально к выходу Blu-ray и DVD с фильмом студия выпустила три короткометражных мультфильма с участием персонажей. Короткометражки шли в качестве бонуса-дополнения. Всего вышло три мультфильма:
- «Преобразование дома» (англ. Home makeover) — Марго, Эдит и Агнес вместе с миньонами в отсутствие Грю готовят дом к приходу социального работника;
- «Ознакомительный день» (англ. Orientation day) — миньонам-новичкам рассказывают о правилах безопасности и организации работы в лаборатории Грю;
- «Банан» (англ. Banana) — во время работы в лаборатории между миньонами происходит потасовка из-за банана.